# Black Moon (collection)
Pour les articles homonymes, voir Black Moon.
Black Moon est une collection de l'éditeur français Hachette Romans, spécialisée (à quelques exceptions près) dans les romans mêlant histoires d'amour et thrillers psychologiques. Son actuelle[Quand ?] directrice éditoriale est Cécile Terouanne.
La saga Twilight (Fascination, Tentation, Hésitation et Révélation), Le Journal d'un vampire ou encore 16 Lunes ont fait le succès de la collection.

## Liste des livres
Liste des livres publiés dans cette collection depuis 2005 :

### Romans indépendants
(par ordre alphabétique)
- Alexia - Quand nous étions morts de Francesc Mirales (2011)
- Amours d'enfer de Gabrielle Zevin, Justine Larbalestier, Laurie Faria Stolarz et Scott Westerfeld (2009)
- L'Ange de mai de Julie Hearn (2007)
- L'Appel du sang de Stephenie Meyer (2010)
- Au bois dormant de Christine Féret-Fleury (2014)
- Biographie de Robert Pattinson de Paul Stenning (2009)
- Ce que j'étais de Meg Rosoff (2008)
- Le Cercle meurtrier de Alexandra Sokoloff (2008)
- Comment séduire un vampire sans y laisser la peau de Vlad Mezrich (2009)
- Le Cueilleur de fraises de Monika Feth (2008)
- Delirium de Lauren Oliver (2011)
- Le Dernier Jour de ma vie de Lauren Oliver (2011)
- Dracula, mon amour de Syrie James (2010)
- La Faille de Julie Hearn (2008)
- Hantise de Michele Jaffe (2011)
- Insatiable de Meg Cabot (2011)
- Liaisons d'enfer au Paradis de Cassandra Clare, Libba Bray, Maureen Johnson et Sarah Mlynowski (2010)
- Le Manuel du serial killer de Frédéric Mars (2013)
- Non-stop (Personne ne doit les arrêter) de Frédéric Mars (2011)
- Nuits d'enfer au Paradis de Kim Harrison, Lauren Myracle, Meg Cabot, Michele Jaffe et Stephenie Meyer (2008)
- Le Peintre des visages de Monika Feth (2009)
- La Peste des âmes de Jürgen Seidel (2007)
- Obsession de Catherine Kalengula (2010)
- POD de Stephen Wallenfels (2010)
- Si jamais… de Meg Rosoff (2007)
- Sortilège de Alex Flinn (2009)
- Le Voleur d'éclats de Monika Feth
- Une nuit à New York de David Levithan et Rachel Cohn (2009)
- La Sorcière De Prince Island de Kendall Kulper (2015)
- 40 jours de nuit de Michele Aver (2010)
- Belle de Glace de Anna Sheehan (2011)
- Orgueuil et' Préjugés de Jane Austen (2013)
- Comment je vais tuer papa de Carian Bergfeldt (2014)
- Le jours où le Diable m'a trouvé de April Tucholke (2013)
- Quand j'ai voulu revoir le Diable de April Tucholke (2014)

### Séries
(par ordre alphabétique)
- série Le Baiser de l'ange de Elizabeth Chandler
  - Âmes sœurs (2010)
  - Soupçons (2010)
  - L'Accident (2010)
  - Le Retour de l'ange (2011)
- série Le Cercle secret de L. J. Smith
  - Captive (2010)
  - L'Initiation (2010)
  - Le Pouvoir (2011)
- série Dark de Claude Merle
  - Poisons (2007)
  - Dark (2008)
- série Immortels de Cate Tiernan
  - La Fuite (2011)
- série Journal de Stefan de L. J. Smith
  - Les Origines (2011)
  - L'Irrésistible Désir (2011)
  - La Soif de sang (2011)
- série Le Journal d'un vampire de L. J. Smith
  - Le Réveil (2009)
  - Les Ténèbres (2009)
  - Le Royaume des ombres (2010)
  - Le Retour (2010)
  - L’Ultime Crépuscule (2011)
- série Le Livre des lunes de Kami Garcia et Margaret Stohl
  - 16 lunes  (2010)
  - 17 lunes (2010)
  - 18 lunes (2011)
  - 19 lunes (2013)
- série Les Loups de Mercy Falls de Maggie Stiefvater
  - Frisson (2010)
  - Fièvre (2010)
  - Fusion (2011)
- série Le Maître des illusions de Brian Keaney
  - Le Rêve interdit (2008)
  - Le Sacrifice (2008)
- série Maudites de Michelle Zink
  - La Prophétie des sœurs (2009)
  - La Gardienne de la porte (2010)
- série Les Secrets de Wisteria de Elizabeth Chandler
  - Livre 1 - Megan (2011)
- série Twilight de Stephenie Meyer
  - Fascination (2005)
  - Tentation (2006)
  - Hésitation (2007)
  - Révélation (2008)
  - L'Appel du sang] (2010)
  - Midnight Sun (2020)
  - Tous les secrets de la saga Twilight : Le guide officiel illustré (2011)

Les guides officiels des films Twilight : chapitre I : Fascination, chapitre II : Tentation et chapitre III : Hésitation sont également édités dans la collection « Black Moon » ainsi que le carnet de bord de la réalisatrice du premier film, Catherine Hardwicke.
- série Vampire City de Rachel Caine
  - Bienvenue en enfer (2010)
  - La Nuit des zombies (2011)
  - Double Jeu
- série Wicca de Cate Tiernan
  - L'Éveil (2011)
  - Le Danger